# The World Unseen
The World Unseen  (En español: El Mundo Invisible) es una película dramática de temática homosexual (lésbica) del año 2007 escrita y dirigida por Shamim Sarif, escritora de la novela en la que está basada.
La película está ambientada en la década de 1950 en Ciudad del Cabo, Sudáfrica durante el comienzo del apartheid.
La película está protagonizada por Lisa Ray y Sheetal Sheth como dos mujeres africanas del sur de India que se enamoran en una sociedad racista, sexista y homofóbica.
Ray y Sheth protagonizan juntas otra película de Shamim Sarif de temática similar titulada "I Can't Think Straight"
The World Unseen se hizo con la ayuda de la Fundación Nacional de Cine y Vídeo de Sudáfrica, que tuvo una participación minoritaria en la película.

## Sinopsis
En 1950 en Sudáfrica, un país desgarrado por el apartheid, Amina encarna la individualidad y la libertad. Dirige Location Café, un paraíso de diversión, comida y fiestas abiertas para todos. Amina define sus propias leyes y la vida en sus propios términos, sin inmutarse por la policía y la reprobación de la comunidad indígena despectiva.
Miriam sigue tímidamente las convenciones establecidas y no exige nada en la vida. Su mundo se limita a ser una madre cariñosa de sus tres hijos y una esposa sumisa de su marido machista, Omar.
Amina tiene un socio comercial "oculto", Jacob, a quien, por ser de color, no se le permite ser dueño de un negocio. Jacob sueña con ser un cartero blanco que trabaje para Madeleine, por la que siente atracción, pero su deseo de buscar una relación es frustrado por las indignidades e injusticias de las leyes prevalecientes.
Rehmat, hermana de Omar, se casa con un hombre blanco contra las reglas que prohíben los matrimonios mixtos. Cuando Rehmat necesita protección de la policía, Amina la refugia. El encanto de Amina y su carácter cautivan a Miriam; cuando Amina acepta un trabajo agrícola en su patio trasero, Miriam desea en secreto la oportunidad de conectar con ella. La amabilidad de Amina hace dar cuenta a Miriam de la atracción mutua entre ellas. Sus emociones salen a la luz y se enredan. Cada vez encuentran más razones para estar juntas, como clases de conducir.
La distancia social ineludible entre ellas hace que se cuestionen sus sentimientos, pero en medio del odio y la opresión su único refugio es el amor.
En el resplandeciente paisaje de Sudáfrica, con música retro esparcida en el fondo, el mundo invisible explora la relación de Miriam con Amina y cómo se capacitan a tomar decisiones que cambian su mundo.

## Reparto
- Lisa Ray como Miriam, una esposa y madre que ha inmigrado a Sudáfrica.
- Sheetal Sheth como Amina, una empresaria libre poseedora de una cafetería.
- Parvin Dabas como Omar, el marido machista y frustrado de Miriam y uno de los antagonistas principales de la película.
- David Dennis como Jacob, el socio de color de Amina.
- Grethe Fox como Madeleine Smith, mujer blanca de la que Jacob está enamorado, y poseedora de la oficina de correos.
- Colin Moss como De Witt, un policía y uno de los antagonistas principales de la película.
- Nandana Sen como Rehmat
- Natalie Becker como Farah, amante de Omar
- Rajesh Gopie como Sadru
- Bernard White como Sr. Harjan
- Avantika Akerkar como Sra. Harjan
- Amber Rose Revah como Begum
- Leonie Casanova como Doris, camarera de la cafetería de Amina.

## Críticas y Recepción
La película fue criticada muy positivamente por los medios de comunicación LGBT, con AfterEllen.com que calificó de "una de las películas queer mejor concebidos del año pasado - una visión sincera, muy bien realizada de amor y resistencia en un mundo intolerante.". La película también disfrutó de una cálida recepción en Sudáfrica, ganando 11 premios en los SAFTAs incluyendo Mejor Director y Mejor Equipo de redacción. Sin embargo, la película fue casi universalmente criticado por los críticos en general, recibiendo una puntuación de "podrido" 25% y una calificación media de 4,6 sobre la revisión de Rotten Tomatoes.

## Premios
| Premios                                        | Premios                          | Premios                     | Premios   |
| Premio                                         | Categoría                        | Nominado                    | Resultado |
| ---------------------------------------------- | -------------------------------- | --------------------------- | --------- |
| South African Film and Television Awards       | Mejor Director                   | Shamim Sarif                | Ganador   |
| South African Film and Television Awards       | Mejor Director de Fotografía     | Mike Downie                 | Ganador   |
| South African Film and Television Awards       | Mejor Actor de Reparto           | David Dennis                | Ganador   |
| South African Film and Television Awards       | Mejor Actriz de Reparto          | Natalie Becker              | Ganadora  |
| South African Film and Television Awards       | Mejor Reparto                    | The World Unseen            | Ganadora  |
| South African Film and Television Awards       | Mejor Guionista                  | Shamim Sarif                | Ganador   |
| South African Film and Television Awards       | Mejor Editor                     | Ronelle Loots, David Martin | Ganadores |
| South African Film and Television Awards       | Mejor Diseño de Producción       | Tanya van Tonder            | Ganadora  |
| South African Film and Television Awards       | Mejor Diseñador de vestuario     | Danielle Knox               | Ganadora  |
| South African Film and Television Awards       | Mejor Estilista                  | Caera O'Shaughneey          | Ganadora  |
| South African Film and Television Awards       | Mejor Producción de Sonido       | Barry Donnelly              | Ganador   |
| Phoenix International Film Festival            | Mejor Director de Cine del Mundo | Shamim Sarif                | Ganador   |
| Clip Film Festival, USA                        | Mejor Director                   | Shamim Sarif                | Ganador   |
| Grand Canarias G&L International Film Festival | Mejor Actriz                     | Sheetal Sheth               | Ganadora  |
| Miami Gay & Lesbian Film Festival              | Mejor Película                   | The World Unseen            | Ganadora  |
| Verzaubert Film Festival                       | Medalla de Plata                 | The World Unseen            | Ganadora  |
| Paris Feminist & Lesbian Film Festival         | Mejor Película                   | The World Unseen            | Ganadora  |
| Rehoboth Film Festival                         | Mejor Reparto                    | The World Unseen            | Ganador   |